# تپه هاشم لیسه
تپه هاشم لیسه مربوط به سده‌های میانه دوران‌های تاریخی پس از اسلام است و در شهرستان ساری، بخش چهاردانگه، دهستان چهاردانگه، ۵۰ متری غرب روستای بالاده واقع شده و این اثر در تاریخ ۷ اسفند ۱۳۸۶ با شمارهٔ ثبت ۲۱۵۶۵ به‌عنوان یکی از آثار ملی ایران به ثبت رسیده است.